# 대중구역
대중구역(大衆區域, 이탈리아어: Area Popolare)은 이탈리아의 중도우파, 기독교 민주주의를 표방하는 정당이다. 이탈리아 대의원과 상원에 의석 수를 가지고 있다.

## 현재 제휴중인 정당
| 정당             | 이념           | 대표                     |
| ---------------- | -------------- | ------------------------ |
| 신중도우파 (NCD) | 보수주의       | 안젤리노 알파노          |
| 중도연합 (UdC)   | 기독교민주주의 | 피에르 페르디난도 카시니 |